# EOS.IO
 (juin 2018).
Si vous disposez d'ouvrages ou d'articles de référence ou si vous connaissez des sites web de qualité traitant du thème abordé ici, merci de compléter l'article en donnant les références utiles à sa vérifiabilité et en les liant à la section « Notes et références ».
Pour les articles homonymes, voir EOS.
EOS.IO offre une plateforme permettant le déploiement d'applications décentralisées via l'utilisation de contrats intelligents. La plateforme a levé des fonds via une ICO de 12 mois et a sorti sa première version publique le 1er juin 2018.
EOS.IO est une organisation autonome décentralisée capable de faire tourner des applications de taille industrielle, en éliminant les frais de transactions et en pouvant réaliser, à terme, des millions de transactions par seconde.

## Historique
Basée sur un livre blanc publié en 2017, la plateforme EOS.IO est développée par l'entreprise block.one qui a publié sa première version de son logiciel libre le 1er juin 2018. De manière à assurer une large distribution des jetons initiaux au lancement de la blockchain, un milliard de jetons ont été distribués sur la blockchain ethereum par block.one.
En juin 2018, lors de la publication de sa première version, EOS.IO a déjà levé plus de 4 milliards de dollars

## Description technique
L'objectif de la plateforme est de fournir un hébergement d'applications décentralisées, avec la capacité d'exécuter des contrats intelligents et des solutions pour entreprise de stockage décentralisé qui résolvent les problèmes d'extensibilité des blockchains telles que Ethereum et Bitcoin, tout en éliminant tous les frais pour les utilisateurs. EOS.IO réussit cela en étant à la fois multi-threadé (capable de s'exécuter sur de nombreux cœurs d'ordinateurs), mais fonctionne aussi par preuve d'encours (proof of stake en anglais) pour son protocole de consensus. EOS.IO souhaite être le premier système d'exploitation décentralisé qui fournit un environnement de développement pour applications décentralisées comme Steemit, un réseau social avec incitations monétaires ou BitShares, une plateforme d'échange de cryptomonnaies décentralisée.
Le jeton primitif principal, EOS, est un jeton utilitaire qui fournit à la fois de la bande passante et du stockage sur la blockchain, en proportion de l'encours total (posséder 1 % des jetons EOS permet d'utiliser jusqu'à 1 % du total de la bande passante disponible). Les jetons EOS autorisent le propriétaire d'émettre des votes et de participer à la gouvernance de la chaîne, toujours en proportion de son encours. La plateforme EOS.IO génère et valide des blocks par période de 500 ms. Le langage utilisé pour les contrats intelligents pour construire la plateforme EOS sont le WebAssembly, un jeu d'instructions basé sur la pile portable développé par le W3C avec des ingénieurs de Mozilla, Microsoft, Google et Apple. Le code WebAssembly peut être généré à partir d'autres langages, notamment le C++.

## block.one
block.one est l'entreprise enregistrée aux Îles Caïmans qui a commencé à proposer les jetons EOS en juin 2017 au public, en levant 700 millions de dollars américains.
Daniel Larimer, directeur de la technologie de block.one, est, lui, connu pour son rôle dans la mise en place de Bitshares, un échange décentralisé, de Steemit, un réseau social décentralisé, et du développement de preuve d'encours déléguée et pour avoir proposé l'idée d'une organisation autonome décentralisée.